# (2619) Skalnaté Pleso
(2619) Skalnaté Pleso – planetoida z pasa głównego asteroid okrążająca Słońce w ciągu 5 lat i 82 dni w średniej odległości 3,01 j.a. Została odkryta 25 czerwca 1979 roku w Siding Spring Observatory w Australii przez Eleanor Helin i Schelte Busa. Nazwa planetoidy pochodzi od jeziora polodowcowego Skalnaté Pleso na Słowacji, w pobliżu którego znajduje się Obserwatorium Skalnaté Pleso. Przed nadaniem nazwy planetoida nosiła oznaczenie tymczasowe (2619) 1979 MZ3.